# Shah Shuja Durrani
Shah Shuja Durrani (4 novembre 1785 – Kabul, 5 aprile 1842) è stato padishah dell'Impero Durrani dal 1803 al 1809 e dal 1839 fino alla sua morte.
Figlio di Timur Shah Durrani, Shah Shuja apparteneva alla linea Sadduzai (Popalzai) del gruppo Abdali, di etnia pashtun. Fu il quinto re dell'impero Durrani.

## Re dell'Afghanistan
Shah Shuja fu governatore di Herat e Peshawar dal 1798 al 1801. Si autoproclamò re dell'Afghanistan nell'ottobre 1801, quando il fratello Zaman Shah su deposto e fatto accecare dal fratellastro Mahmud Shah. In Afghanistan, per tradizione, un cieco non può essere emiro, e così il Mahmud Shah, fece accecare Zaman Shah, ma non lo fece uccidere. Shah Sujah salì effettivamente al trono il 13 luglio 1803, dopo la deposizione di Mahmud Shah. Dopo essere salito al potere, Shah Shuja pose fine alla faida di sangue con la potente famiglia Barakzai e sposò Wafa Begum pre suggellare l'alleanza.
Nel 1809 Shah Shuja si alleò con il Regno Unito, per difendersi dall'invasione francese dell'Afghanistan e del Punjab. Secondo Mountstuart Elphinstone, "il re di Kabul [Shah Shuja] era un bell'uomo [...] di carnagione olivastra con una folta barba nera [...] la sua voce chiara, il suo discorso principesco". Ma descrisse in modo poco diplomatico Shah Shuja come dotato di un "naso volgare" Quando Elphinstone gli fece visita, Shah Shuja portava il diamante Koh-i-Noor ("Montagna di luce") in uno dei suoi braccialetti. William Fraser, che accompagnò Elphinstone a incontrare Shah Shuja, fu "colpito dalla dignità del suo aspetto e dal romantico timore orientale". Fraser lo descrisse "alto circa cinque piedi e sei pollici (168 cm)", con carnagione "molto chiara, ma smorta", con una "barba folta, nero corvino e accorciata un po' obliquamente verso l'alto, ma di nuvo girata agli angoli [...] le ciglia e i bordi delle palpebre anneriti con antimonio" e con una voce "forte e sonora".
Nel giugno del 1809 Shah Shuja fu a sua volta deposto dal suo predecessore, Mahmud Shah, e andò in esilio nel Punjab, dove fu catturato da Jahandad Khan Bamizai, imprigionato ad Attock (1811-1812) e poi portato da Atta Muhammad Khan in Kashmir (1812-1813). Quando Fateh Khan, visir di Mahmud Shah, invase il Kashmir insieme all'esercito di Ranjit Singh, Shah Shuja scelse di partire con l'esercito sikh. Rimase a Lahore dal 1813 al 1814. Durante la sua permanenza in India, fu imprigionato e costretto a cedere a Ranjit Singh il rubino Timur, il Koh-i-Noor e il diamante gemello Dray-i-nur. Fuggì dal Mubarak Haveli di Lahore, dov'era detenuto da Ranjit, e si recò a Ludhiana, presso la Compagnia delle Indie Orientali. Dal 1818 in poi, Shah Shuja, che amava vivere in modo sfarzoso con le sue mogli e concubine, riscosse una pensione dalla Compagnia delle Indie Orientali, che pensava che Shah Shuja potesse un giorno rivelarsi utile. Shah Shuja soggiornò a Ludhiana, dove fu raggiunto da Zaman Shah nel 1821. Il luogo in cui soggiornò a Ludhiana era occupato dall'Ufficio Postale Principale, vicino a Mata Rani Chowk, al cui interno fu posta una pietra di marmo bianco a ricorso del suo soggiorno.

## Esilio

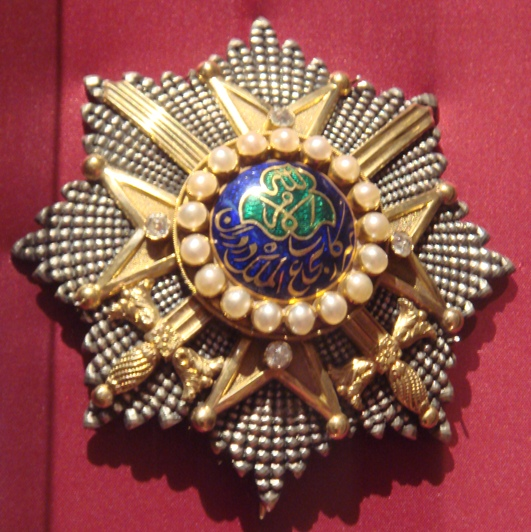
Placca dell'Ordine dell'Impero Durrani, fondato da Shuja Shah nel 1839. Fu assegnato a diversi ufficiali dell'esercito del Bengala. Musée national de la Légion d'Honneur et des Ordres de Chevalerie

Durante il periodo di esilio Shah Shuja divenne noto per la sua crudeltà: al minimo dispiacere faveva mozzare il naso, le orecchie, la lingua, il pene e i testicoli dei cortigiani e degli schiavi. L'avventuriero americano Josiah Harlan, che visitò la corte di Shah Shuja in esilio, notò che tutti i cortigiani e gli schiavi mancavano di qualche parte del corpo, poiché tutti, per quanto servilmente devoti, avevano in qualche modo scontentato il loro padrone. Harlan riferì che c'era un "assembramento di uomini senza orecchie, di muti ed eunuchi al servizio dell'ex re". Durante un pranzo all'aperto con le sue quattro mogli, Shah Shuja andò su tutte le furie quando il vento fece crollare la sua tenda e, con grande orrore di Harlan, fece castrare sul posto il responsabile del montaggio della tenda, Khwajah Mika, uno schiavo dell'Africa orientale a cui erano già state tagliate le orecchie. Il gran visir di Shah Shuja, Mullah Shakur, si era fatto crescere i capelli per nascondere il fatto che gli erano state tagliate entrambe le orecchie e parlava con la caratteristica voce acuta di un eunuco; Harlan notò che era stato fortunato perché il resto del corpo era ancora intatto. Nonostante o forse proprio perché mutilato, il gran visir provava un grande piacere nel mutilare gli altri e incitava sempre il suo padrone a far mutilare qualcuno. Harlan annotò "la grazia e la dignità del comportamento di Sua Altezza", osservando il senso di potere che emanava, ma riferì anche che "anni di delusioni avevano creato nel volto dell'ex re un aspetto di malinconia e rassegnazione". Harlan, un uomo senza molta esperienza militare e con una conoscenza del pashtu, si offrì di guidare un'invasione dell'Afghanistan per ripristinare Shah Shuja, il che portò l'ex monarca a lanciarsi "in un'effusione poetica in lode di Kabul", dei suoi giardini, dei suoi alberi carichi di frutti e della sua musica, culminando con "Kabul è chiamata la Corona dell'Aria. Prego per il possesso di quei piaceri che solo il mio Paese natale può offrire". Quando Harlan gli chiese se voleva accettare la sua offerta, Shah Shuja accettò. Harlan si fece cucire da un sarto una bandiera americana, che issò a Ludhiana, e iniziò a reclutare mercenari per l'invasione dell'Afghanistan, lasciando falsamente intendere di lavorare per il governo americano. Harlan successivamente perse qualsiasi fiducia in Shah Shuja, e scrisse che in lui non vedeva il "monarca legittimo, vittima di pratiche traditrici", ma piuttosto il "tiranno ribelle, inflessibile negli umori, vendicativo nelle sue inimicizie, infedele nei suoi legami, innaturale nei suoi affetti. Ricordava le sue disgrazie solo per vendicarle"
Nel 1833, Shah Shuja strinse un accordo con Ranjit Singh del Punjab: gli fu permesso di far marciare le sue truppe attraverso il Punjab, in cambio della cessione di Peshawar ai sikh, se questi fossero riusciti a prenderla. Nel 1834, con una campagna militare concertata, Shah Shuja marciò su Kandahar, mentre i sikh, comandati dal generale Hari Singh Nalwa, attaccarono Peshawar. In luglio, Shah Shuja fu sconfitto a Kandahar da un'alleanza tra i sardar Kandahar e Dost Mohammad Khan. Shah Shuja fuggì, mentre i sikh riuscirono a prendere Peshawar.

## Ritorno al potere
Nel 1838 Shah Shuja ottenne il sostegno degli inglesi e di Ranjit Singh contro Dost Mohammad Khan. George Eden, governatore generale dell'India, credeva che la maggior parte degli afghani avrebbe accolto con favore il ritorno di Shah Shuja, ma in realtà la maggior parte della popolazione afghana o non si ricordava di lui, o lo ricordava come un sovrano crudele e tirannico. Durante la marcia su Kabul, l'accampamento principale britannico fu attaccato da una forza di Ghazi, 50 dei quali furono catturati. Quando i prigionieri furono portati al cospetto di Shah Shuja, uno di loro pugnalò a morte uno dei suoi ministri: Shah Shuja ordinò l'immediata decapitazione di tutti i 50 prigionieri. Lo storico britannico Sir John William Kaye scrisse che la "barbarie sfrenata" dell'esecuzione di tutti i 50 prigionieri mise in pericolo la campagna militare, affermando che il "grido stridulo" dei prigionieri in attesa di essere giustiziati era il "lamento funebre" della "scelta scellerata" di restaurare Shah Shuja.
Il  7 agosto 1839 Shah Shuja tornò sul trono. Appena ripreso il potere, Shah Shuja disse che considerava il suo popolo "cani" a cui bisognava insegnare ad essere obbedienti al padrone. Passò il tempo a vendicarsi sanguinosamente di coloro che riteneva traditori, rendendosi estremamente impopolare. Quando gli inglesi e i sikh se ne andarono, si rifugiò nella fortezza di Bala Hissar. Il 5 aprile 1842, quando lasciò la fortezza, fu assassinato da Shuja ud-Daula su insistenza dello zio Usman Khan.